# Cyperus kituiensis
Cyperus kituiensis är en halvgräsart som beskrevs av A. Muthama Muasya. Cyperus kituiensis ingår i släktet papyrusar, och familjen halvgräs.
Artens utbredningsområde är Kenya. Inga underarter finns listade i Catalogue of Life.